# Nederland op het Eurovisiesongfestival 1999
Nederland nam deel aan het Eurovisiesongfestival 1999 in Jeruzalem. Het was de 41ste deelname van het land aan het Eurovisiesongfestival. De NOS was verantwoordelijk voor de Nederlandse bijdrage.

## Selectieprocedure
Het Nationaal Songfestival werd op 14 maart 1999 gehouden in de NOS tv-studio's in Hilversum en gepresenteerd door Paul de Leeuw en Linda de Mol.
In totaal deden tien artiesten mee. De winnaar werd gekozen door een expertjury en televoting.
| Volgorde | Artiest      | Lied                        | Punten | Plaats |
| -------- | ------------ | --------------------------- | ------ | ------ |
| 1        | All Mixed Up | Forever night and day       | 32     | 8      |
| 2        | Tamara       | Coming home                 | 83     | 4      |
| 3        | Colorz       | Positivity                  | 68     | 6      |
| 4        | Jane         | Dreams                      | 96     | 3      |
| 5        | All Of Us    | Maybe love                  | 30     | 9      |
| 6        | Donya        | Before the clock strikes 12 | 55     | 7      |
| 7        | Double Date  | E-mail to Berlin            | 19     | 10     |
| 8        | Roger Happel | Where is the time           | 82     | 5      |
| 9        | DeAnté       | We don't live too long      | 103    | 2      |
| 10       | Marlayne     | One good reason             | 248    | 1      |

## In Jeruzalem
Nederland moest tijdens het Eurovisiesongfestival als elfde van 23 landen aantreden, na Frankrijk en voor Polen. Op het einde van de puntentelling bleek dat Marlayne op een gedeelde achtste plaats was geëindigd met een totaal van 71 punten. België gaf de maximale 12 punten aan de Nederlandse inzending.

### Gekregen punten
| 12 punten | 10 punten                                                | 8 punten              | 7 punten           | 6 punten           |
| --------- | -------------------------------------------------------- | --------------------- | ------------------ | ------------------ |
| - België  |                                                          | - Verenigd Koninkrijk | - Denemarken       | - IJsland - Israël |
| 5 punten  | 4 punten                                                 | 3 punten              | 2 punten           | 1 punt             |
| - Turkije | - Bosnië en Herzegovina - Litouwen - Oostenrijk - Zweden | - Slovenië - Spanje   | - Malta - Portugal | - Ierland          |

### Punten gegeven door Nederland
Punten gegeven in de finale:
| 12 punten | Duitsland             |
| 10 punten | België                |
| 8 punten  | Zweden                |
| 7 punten  | IJsland               |
| 6 punten  | Slovenië              |
| 5 punten  | Estland               |
| 4 punten  | Israël                |
| 3 punten  | Bosnië en Herzegovina |
| 2 punten  | Oostenrijk            |
| 1 punt    | Kroatië               |

1956 · 1957 · 1958 · 1959 · 1960 · 1961 · 1962 · 1963 · 1964 · 1965 · 1966 · 1967 · 1968 · 1969 · 1970 · 1971 · 1972 · 1973 · 1974 · 1975 · 1976 · 1977 · 1978 · 1979 · 1980 · 1981 · 1982 · 1983 · 1984 · 1985 · 1986 · 1987 · 1988 · 1989 · 1990 · 1991 · 1992 · 1993 · 1994 · 1995 · 1996 · 1997 · 1998 · 1999 · 2000 · 2001 · 2002 · 2003 · 2004 · 2005 · 2006 · 2007 · 2008 · 2009 · 2010 · 2011 · 2012 · 2013 · 2014 · 2015 · 2016 · 2017 · 2018 · 2019 · 2020 · 2021 · 2022 · 2023 · 2024 · 2025